# قصر صباحي
قصر صباحي، هي بلدة وبلدية في ولاية أم البواقي في الجزائر وموقع مدينة غاديوفالا القديمة (مدينة رومانية وأسقفية سابقة)، وهي اليوم كرسي لقبي كاثوليكي لاتيني.
وفقا لتعداد عام 1998 بلغ عدد سكانها 11,095 نسمة.

## أعلام
- باريزة خياري